# A Boston Bruins 2016–2017-es szezonja
A 2016–2017-es szezon a 93. a Boston Bruins történetében. A csapat az elmúlt két szezonban nem tudta kvalifikálni magát a rájátszásban (play-offs), tavaly a főcsoport 9. helyén, illetve a divízió 4. helyén végzett.

## Előszezon

### Előszezon mérkőzések
Győzelem (2 pont)
      Hosszabbításos/szétlövéses győzelem (2 pont)
      Vereség (0 pont)
      Hosszabbításos/szétlövéses vereség (1 pont)

## Alapszakasz
Győzelem (2 pont)      Hosszabbításos/szétlövéses győzelem (2 pont)      Vereség (0 pont)      Hosszabbításos/szétlövéses vereség (1 pont)
- A dátum amerikai idő szerint jelenik meg.

## Tabellák

### Atlanti divízió
| #  | Csapat              | GP | W | L | OTL | ROW | GF | GA | GD | PTS |
| -- | ------------------- | -- | - | - | --- | --- | -- | -- | -- | --- |
| 1. | Boston Bruins       | 1  | 1 | 0 | 0   | 1   | 6  | 3  | 3  | 2   |
| 2. | Montréal Canadiens  | 1  | 1 | 0 | 0   | 1   | 4  | 1  | 3  | 2   |
| 3. | Tampa Bay Lightning | 1  | 1 | 0 | 0   | 1   | 6  | 4  | 2  | 2   |
| 4. | Ottawa Senators     | 1  | 1 | 0 | 0   | 1   | 5  | 4  | 1  | 2   |
| 5. | Florida Panthers    | 1  | 1 | 0 | 0   | 1   | 2  | 1  | 1  | 2   |
| 6. | Toronto Maple Leafs | 1  | 0 | 0 | 1   | 0   | 4  | 5  | -1 | 1   |
| 7. | Detroit Red Wings   | 1  | 0 | 1 | 0   | 0   | 4  | 6  | -2 | 0   |
| 8. | Buffalo Sabres      | 1  | 0 | 1 | 0   | 0   | 1  | 4  | -3 | 0   |

- GP: lejátszott mérkőzés
- W: Győzelem rendes, illetve hosszabbítás vagy szétlövés által
- L: Vereség
- OTL: Vereség hosszabbítás/szétlövés által
- ROW: Zsinórban megnyert meccsek száma
- GF: Lőtt gól
- GA: Kapott gól
- GD: Gólkülönbség
- PTS: Pontok száma

### Keleti főcsoport
A főcsoport első nyolc helyezettje azonnal kvalifikálja magát a play-offba (rájátszásba). A főcsoport győztese megkapja az úgynevezett Conference championships címet, amit a főcsoport legjobb csapatának adnak át minden évben. Az alapszakasz során legtöbb pontot szerző csapat kapja meg az Elnöki trófeát.
| #   | Csapat                | GP | W | L | OTL | ROW | GF | GA | GD | PTS |
| --- | --------------------- | -- | - | - | --- | --- | -- | -- | -- | --- |
| 1.  | Ottawa Senators       | 1  | 1 | 0 | 0   | 1   | 5  | 4  | 1  | 2   |
| 2.  | Toronto Maple Leafs   | 1  | 0 | 0 | 1   | 0   | 4  | 5  | -1 | 1   |
| 3.  | Boston Bruins         | 0  | 0 | 0 | 0   | 0   | 0  | 0  | 0  | 0   |
| 4.  | Buffalo Sabres        | 0  | 0 | 0 | 0   | 0   | 0  | 0  | 0  | 0   |
| 5.  | Detroit Red Wings     | 0  | 0 | 0 | 0   | 0   | 0  | 0  | 0  | 0   |
| 6.  | Florida Panthers      | 0  | 0 | 0 | 0   | 0   | 0  | 0  | 0  | 0   |
| 7.  | Montréal Canadiens    | 0  | 0 | 0 | 0   | 0   | 0  | 0  | 0  | 0   |
| 8.  | Tampa Bay Lightning   | 0  | 0 | 0 | 0   | 0   | 0  | 0  | 0  | 0   |
| 9.  | Washington Capitals   | 0  | 0 | 0 | 0   | 0   | 0  | 0  | 0  | 0   |
| 10. | New York Rangers      | 0  | 0 | 0 | 0   | 0   | 0  | 0  | 0  | 0   |
| 11. | New York Islanders    | 0  | 0 | 0 | 0   | 0   | 0  | 0  | 0  | 0   |
| 12. | Columbus Blue Jackets | 0  | 0 | 0 | 0   | 0   | 0  | 0  | 0  | 0   |
| 13. | Pittsburgh Penguins   | 0  | 0 | 0 | 0   | 0   | 0  | 0  | 0  | 0   |
| 14. | Philadelphia Flyers   | 0  | 0 | 0 | 0   | 0   | 0  | 0  | 0  | 0   |
| 15. | New Jersey Devils     | 0  | 0 | 0 | 0   | 0   | 0  | 0  | 0  | 0   |
| 16. | Carolina Hurricanes   | 0  | 0 | 0 | 0   | 0   | 0  | 0  | 0  | 0   |

## Draftolás
| Kör | #   | Játékos        | Poszt | Nemzetiség       | Egyetem/Junior/Klubcsapat (Liga) |
| --- | --- | -------------- | ----- | ---------------- | -------------------------------- |
| 1   | 14  | Charles McAvoy | D     | Egyesült Államok | Boston University Terriers       |
| 1   | 29  | Trent Frederic | C     | Egyesült Államok | U.S. NTDP (USHL)                 |
| 2   | 49  | Ryan Lindgren  | D     | Egyesült Államok | U.S. NTDP (USHL)                 |
| 5   | 135 | Joona Koppanen | LW    | Finnország       | Ilves-jr. (SM-Liiga)             |
| 5   | 136 | Cameron Clarke | D     | Kanada           | Lone Star Brahmas (NAHL)         |
| 6   | 165 | Oskar Steen    | C     | Svédország       | Farjestad-jr. (Swe-Jr)           |